# کمرلی (قزاق)
کمرلی (به لاتین: Kəmərli) یک منطقه مسکونی در جمهوری آذربایجان است که در شهرستان قزاق واقع شده است. کمرلی ۳۱۵۵ نفر جمعیت دارد.